# Västerbroplan

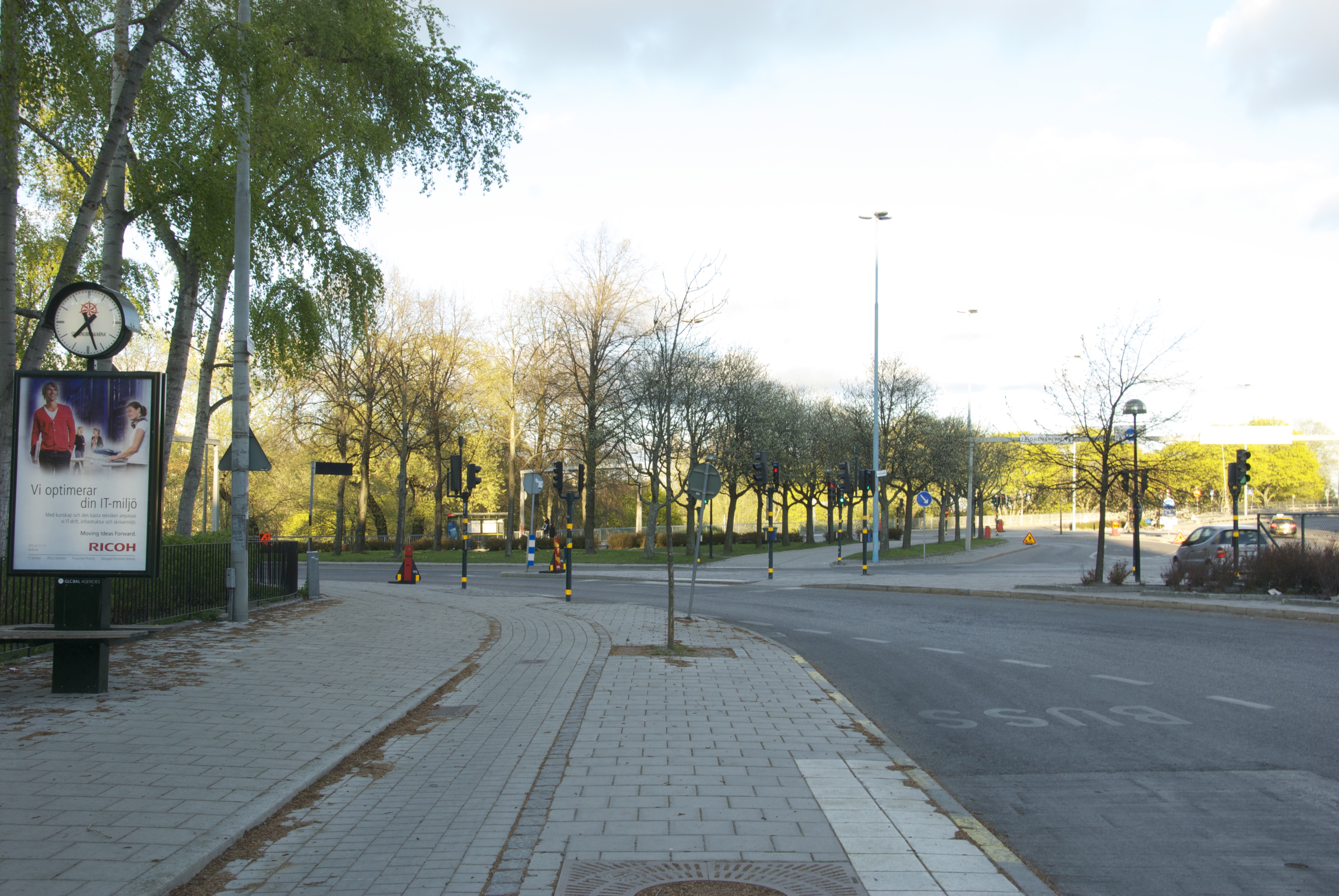
Västerbroplan i april 2011.

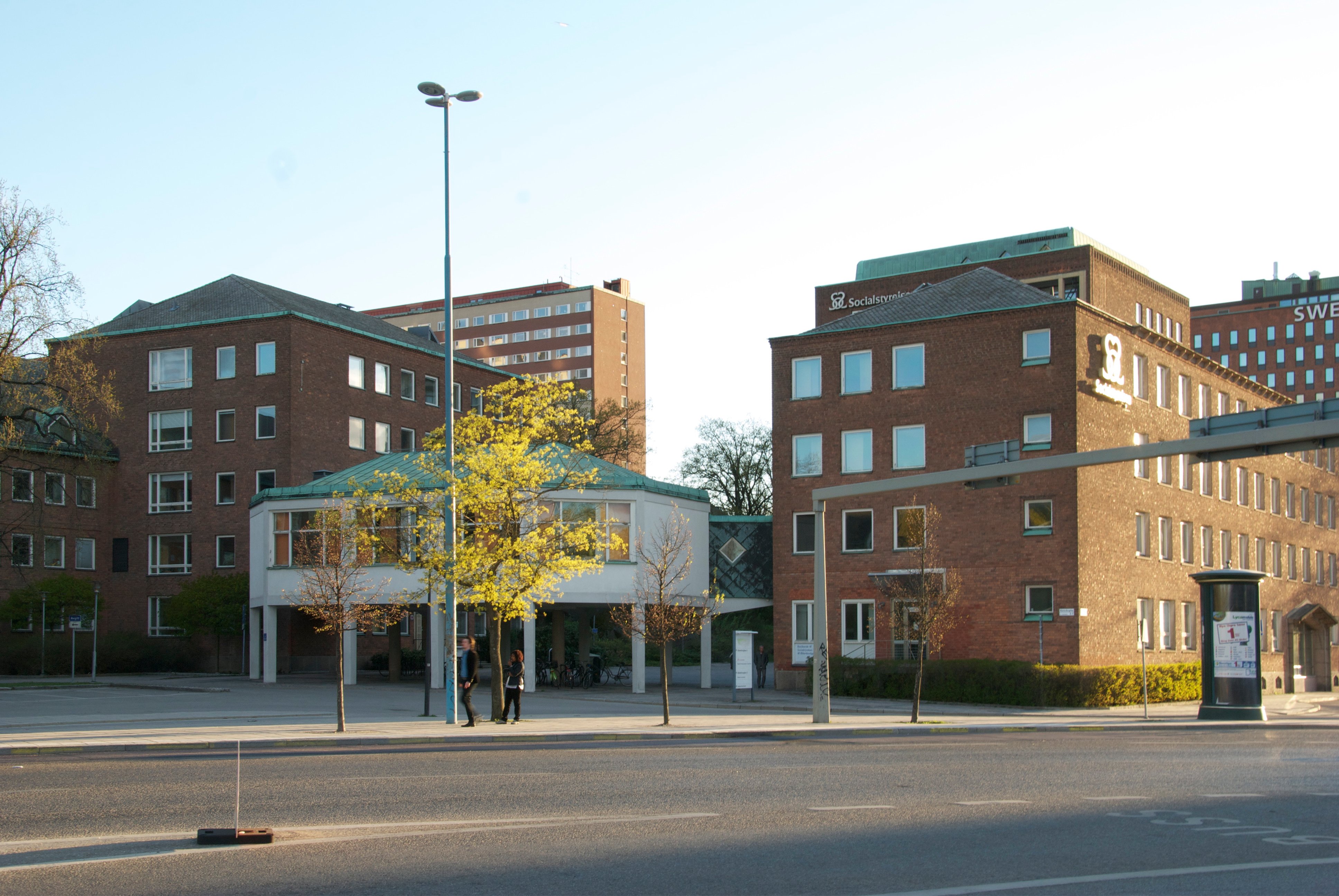
Vy från Västerbroplan mot Socialstyrelsens byggnad och Marieberg.

Västerbroplan är ett trekantigt torg på Kungsholmen i Stockholm.
Anslutande gator är Västerbron, Lilla Västerbron (bron över Rålambshovsparken) och Rålambsvägen.
Vid Västerbroplan ligger Rålambshovsskolan, Socialstyrelsen och det, vad gäller byggnaden, mer sentida Riksarkivet. Huset som ligger alldeles under/bredvid Västerbron, nära Västerbroplan, heter Stora Rålambshov.

## Historia
I området fanns på 1800-talet tobaksodlingar och tobakslador.
Efter att Västerbron invigts 1935 och Rålambsvägen något senare dragits fram till Västerbroplan, så blev Västerbroplan en knutpunkt för bussar, trådbussar och spårvagnar. Senare ombyggnader av själva Västerbroplan har närmast eliminerat den tidigare i någon mån torgliknande platsen.
Rålambshovsskolan var tidigare en flickskola vid namn Kungsholmens kommunala flickskola, byggd 1939 efter ritningar av Paul Hedqvist. På skolans plats fanns tidigare Lilla Rålambshov. Där Socialstyrelsen numera huserar fanns Kungliga väg- och vattenbyggnadsstyrelsen (senare kallat Vägverket). Mellan Riksarkivet och Västerbron fanns fram till 1960-talet en villa med trädgård där en firma sålde trädgårdsskulpturer.